# Julius Bartels
Julius Bartels (Magdeburgo, 17 de agosto de 1899-Gotinga, 6 de marzo de 1964) fue un geofísico y estadístico alemán, quien hizo contribuciones notables a la física del Sol y Luna; al geomagnetismo; a la meteorología; y a la física de la ionosfera. También realizó aportaciones fundamentales a los métodos estadísticos de la geofísica. Bartels fue el primer Presidente de la Asociación Internacional de Geomagnetismo y Aeronomía. Con Sydney Chapman, escribió el influyente libro Geomagnetism.

## Vida y carrera
Bartels obtuvo su doctorado en la Universidad de Gotinga en 1923, tras lo que empezó a trabajar en el Observatorio Magnético de Potsdam como postdoctorado. En 1928 fue nombrado profesor en Eberswalde, enseñando meteorología. Obtuvo una plaza de profesor titular en la Universidad de Berlín en 1936, y la dirección del Instituto Geofísico de Potsdam. Desde 1931 hasta el segundo año de la Segunda Guerra Mundial dirigió una investigación asociado con el Instituto Carnegie. Colaboró con Sydney Chapman para publicar el trabajo en dos volúmenes titulado Geomagnetism, una referencia definitiva en geofísica.
En 1933 Bartels firmó la Declaración de Lealtad de los Profesores Alemanes a Adolf Hitler y al Estado Nacional Socialista.
Tras la guerra, en 1946 se empleó como profesor en Gotinga. También fue director del Instituto Max Planck para la Física de la Estratosfera (hoy Sociedad Max Planck para la Investigación del Sistema Solar) entre 1955 y 1964. Cuando en 1958 el ICSU creó el Comité de Investigación Espacial (COSPAR), Bartels fue nombrado presidente de la representación de la República Federal Alemana. De 1954 hasta 1957 fue el primer Presidente de la IAGA (International Association of Geomagnetism and Aeronomy). Entre 1960 y 1963 fue vicepresidente del IUGG (International Union of Geodesy and Geophysics).

## Investigaciones
Entre sus contribuciones está el desarrollo del índice geomagnético K (un indicador de la actividad geomagnética de la Tierra), sugiriendo la existencia de "M-regiones" en el Sol como resultado de su actividad geomagnética. Estos agujeros en la corona solar fueron más tarde confirmados por la misión Skylab. Finalmente, también contribuyó a la celebración en 1957/58 del Año Geofísico Internacional.
El Número de Rotación de Bartels del Sol, basado en un ciclo regular de 27 días lleva su nombre. Es similar al número de rotación de Carrington, basado en un ciclo de 27,2753 días.

## Reconocimientos
- Póstumamente recibió la Medalla William Bowie de la Unión Geofísica Americana.
- La Medalla Julius Bartels, de la División de Ciencias del Sol y de la Tierra de la Unión Europea de Geociencias lleva este nombre en su honor.[4]
- Medalla y Premio Chree en 1953.
- El cráter lunar Bartels conmemora al científico alemán.[5]